# کاوشگر زمینه کیهان
کاوشگر زمینه کیهان (به انگلیسی: Cosmic Background Explorer) (به اختصار کوبی)، یک تلسکوپ فضایی است که برای بررسی آسمان در زمینهٔ کیهان‌شناسی فرستاده شده‌است. علت پرتاب این تلسکوپ مطالعه تابش زمینه کیهانی (CMB) بود.
این کار کمک زیادی به حل موضوع مهبانگ کرد. دو بنیانگذار این پروژه یعنی جورج اسموت و جان ماتر در سال ۲۰۰۶ جایزه نوبل فیزیک را به خاطر کار بر روی این پروژه دریافت کردند. کمیته جایزه نوبل اعلام کرد «به خاطر کار بر روی پروژه کُبی که باعث شد علم کیهان‌شناسی به عنوان یک علم دقیق شروع شود».
ناسا، در سال ۱۹۸۹ میلادی، ماهوارهٔ کاوشگر زمینهٔ کیهانی (COBE) را پرتاب کرد و نخستین یافته‌های آن در سال ۱۹۹۰ میلادی منتشر شد که سازگار با پیشگویی‌های مهبانگ، با توجه به CMB، بودند. COBE تابشی معادل با تابش جسم سیاه در دمای ۲٫۷۲۶ کلوین را یافت و همگن بودن CMB را مشاهده کرد.